# Musée de l'indépendance d'Azerbaïdjan
Le musée de l'indépendance d'Azerbaïdjan (en azéri : Azərbaycan İstiqlal Muzeyi) est un musée située à Bakou, capitale de l'Azerbaïdjan. Fondé en 1919 puis recréé en 1991, il abrite des objets trouvés lors de fouilles archéologiques, des exemplaires de livres rares, des monnaies et médailles et des bijoux.

## Histoire
Le musée de l'indépendance de l'Azerbaïdjan a été créé le 7 décembre 1919 à Bakou, alors capitale de la République démocratique d'Azerbaïdjan. Hussein bey Mirdjamalov et Mammad Agha oglu ont joué un rôle important dans la création du musée.
Supprimé sous le régime soviétique, le musée voit ses collections transférées au musée d'État d'Azerbaïdjan.
Le deuxième musée de l'indépendance est créé et ouvert au public le 9 janvier 1991.

## Collections
L'objectif principal du musée est de mettre en évidence le mouvement d'indépendance nationale de l'Azerbaïdjan qui dure depuis l'Antiquité jusqu'à nos jours.